# Cantherhines
Cantherhines – rodzaj morskich ryb rozdymkokształtnych z rodziny jednorożkowatych.

## Klasyfikacja
Gatunki zaliczane do tego rodzaju:

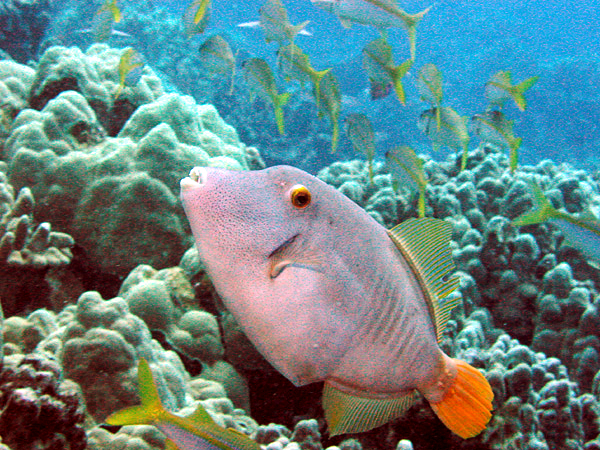
Cantherhines cerinus
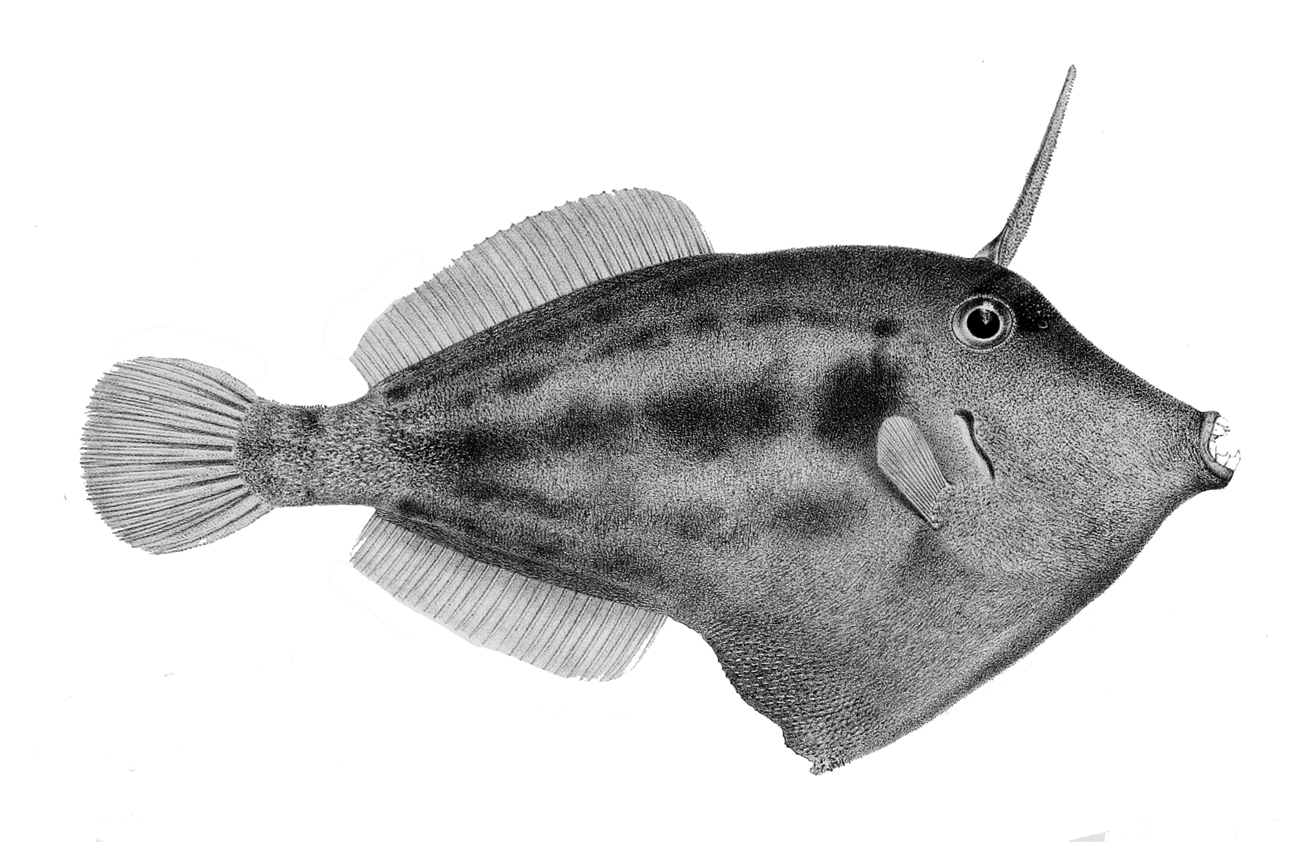
Cantherhines dumerilii
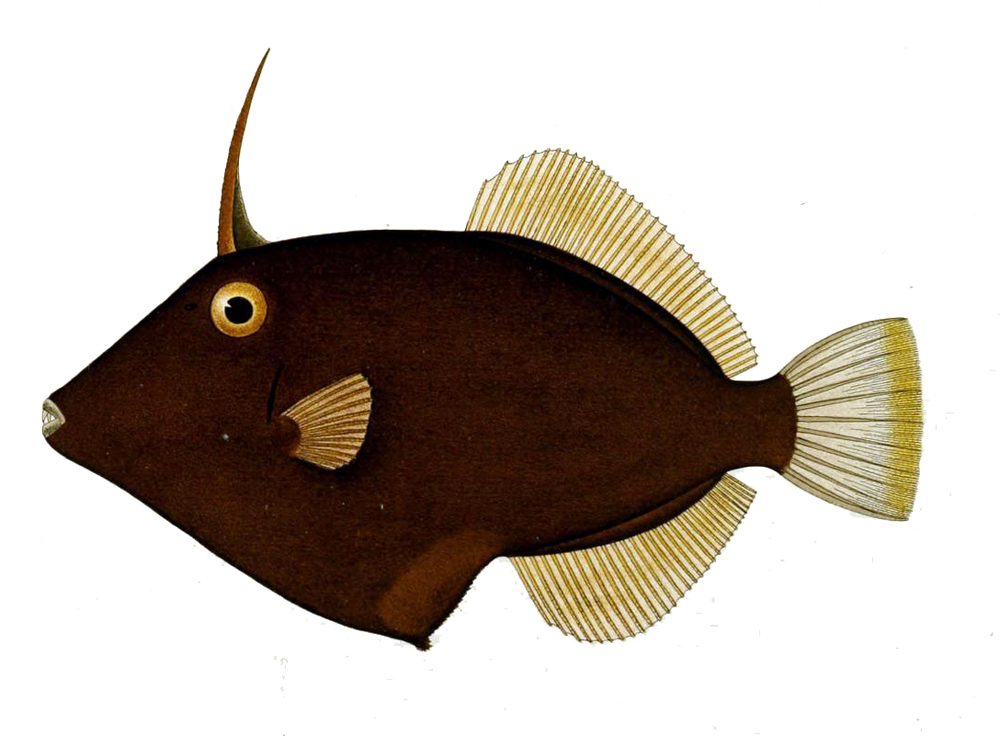
Cantherhines fronticinctus
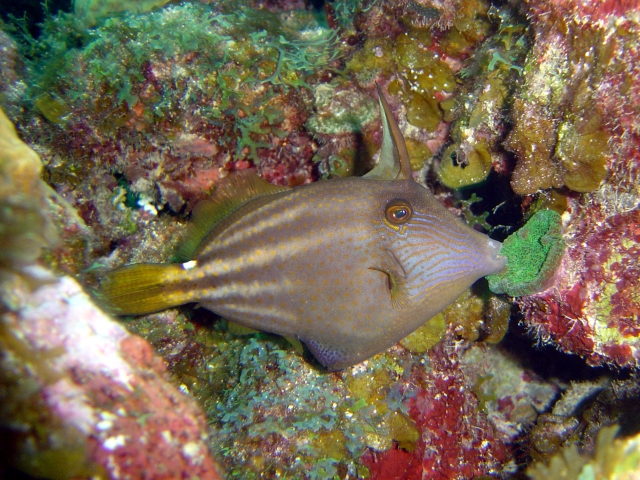
Cantherhines longicaudus
- Cantherhines macrocerus
- Cantherhines nukuhiva
- Cantherhines pardalis
- Cantherhines pullus
- Cantherhines rapanui
- Cantherhines sandwichiensis
- Cantherhines tiki
- Cantherhines verecundus

- Cantherhines dumerilii
- Cantherhines fronticinctus
- Cantherhines pardalis
- Cantherhines pullus